# 아르헨티나 대의원
아르헨티나 국가 대의원(스페인어: Cámara de Diputados de la Nación)은 아르헨티나 국민의회의 하원이다. 정원은 257석이며, 의원은 각 주마다 설정된 대선거구에서 정당 명부식 비례대표제로 선출한다. 임기는 4년인데 2년마다 선거를 열어 절반씩의 의원을 새로 선출한다.
아르헨티나 헌법은 상원에 비해 대의원에 더 특수한 지위를 부여하며, 대의원은 세금을 부과하고 군대를 동원하고 대통령, 내각 구성원, 최고재판소 판사를 기소할 독점적 권한이 있다. 1명의 의장과 3명의 부의장이 있으며 모두 의회에서 선출된다.

## 같이 보기
- 아르헨티나 상원